# Johannes Maria von Renard
Johannes Maria comte von Renard (né le 24 mars 1829 à Groß-Strehlitz, Haute-Silésie et mort le 7 mars 1874 à Vienne) est un industriel minier prussien et un grand propriétaire foncier en Silésie et député du Reichstag.

## Biographie
Renard est le fils du comte industriel silésien Andreas Maria von Renard. Il étudie d'abord le droit et les sciences politiques à l'Université rhénane Frédéric-Guillaume de Bonn. En 1851, il devient actif dans le corps Borussia Bonn. En tant qu'inactif, il rejoint l'Université Frédéric-Guillaume de Berlin et l'Université Frédéric de Halle.
Après les examens, il entre au service diplomatique du royaume de Prusse. Il est secrétaire de légation à Washington jusqu'en 1853, puis à Constantinople jusqu'en 1854. Pendant la guerre franco-prussienne (1870-1871), il est préfet de l'administration militaire allemande à Nancy.
Il est propriétaire de Kelsch avec Koschmieder près de Lublinitz (Haute-Silésie) et du domaine de Sielce (de) avec Modrzejów (de) près de Sosnowitz (« Pologne russe ») et dispose d'une importante fortune en actions. Il élève et possède de nombreux chevaux de course, dont trois vainqueurs du Derby allemand. Renard siège au conseil d'administration de plusieurs sociétés d'assurance, de construction minière et ferroviaire. En tant que successeur de son père, il devient président du conseil d'administration de la société forestière, fonderie et minière Minerva en 1868.
En 1867, il est l'un des cofondateurs du Parti conservateur libre et est député du Reichstag de 1867 jusqu'à sa mort, du Reichstag constituant en 1867, du Reichstag de la Confédération de l'Allemagne du Nord (1867-1870) et du Reichstag de l'Empire allemand à partir de 1871. Il est également député de la Chambre des représentants de Prusse de 1862 à 1874.

## Famille

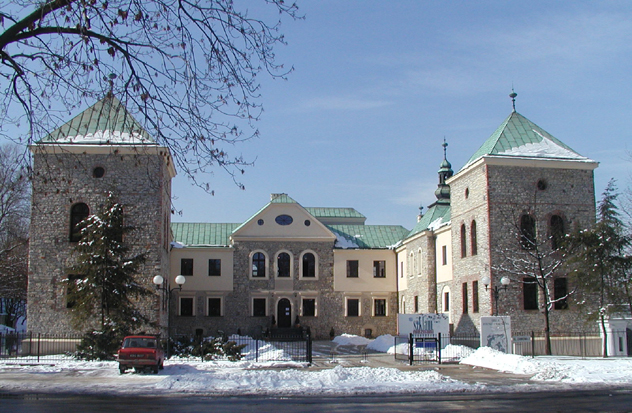
Pavillon de chasse de Sielce

Le premier mariage de Renard est avec Maria Anna Auguste baronne Spies von Büllesheim (de) (1827-1856). Après la mort d'Anna, il se marie avec Luise Wilhelmine Christiane née Ebel comtesse de Schwerin-Willmersdorf (de) (morte en 1901). Son neveu et héritier est Mortimer von Tschirschky. Sa mère est la sœur aînée de Renard, Marie Christine von Renard (née le 5 août 1826 et décédée le 4 février 1847). Le nom de son père est Karl Benno von Tschirschky. Une autre sœur de Renard s'appelle Ludmille Gabriele Maria von Renard (née le 28 août 1830 et morte le 16 janvier 1894 à Potsdam). Son premier mariage est avec Karl von Brühl (1818-1858), patron de Seifersdorf près de Radeberg/Saxe. Le mariage donne naissance à trois enfants : Elisabeth ; Marie ; Karl von Brühl-Renard (1853-1923), dernier comte von Seifersdorf. Le second mariage de Ludmille Gabriele Maria est avec Georg Karl comte von Schlieffen (né le 8 janvier 1832 à Berlin ; décédé le 13 octobre 1901 à Munich).

## Décorations
- Ordre équestre du Saint-Sépulcre de Jérusalem

| Chevalier de l'ordre équestre du Saint-Sépulcre de Jérusalem, 5 mars 1855 |